# Väike-Maarja
Väike-Maarja (em estoniano:  Väike-Maarja vald) é um município rural estoniano localizado na região de Lääne-Virumaa.